# 大阪外国语大学短期大学部
大阪外国语大学短期大学部（日语：／ Osaka Gaikokugo Daigaku Tanki Daigakubu *）是过去一所位于大阪府大阪市天王寺区的国立短期大学。

## 概要

### 简介
- 学校最早可以追溯到1951年即大阪外国语大学业余课程第二部的创立[1]。大阪外国语大学的源流即大阪外国语学校成立于1921年。短期大学为于1958年、因此业余课程停办。当初有男女116[2]、以后招生到1964年、停办于1969年[3][4]。

### 历史
- 1958年 大阪外国语大学短期大学部成立并同时设置三个学科、以下列举[2]。
  - 英语科第二部
  - 西班牙语科第二部
  - 汉语科第二部
- 1959年 三个学科成立、以下列举[2][3]。
  - 德语科第二部
  - 法语科第二部
  - 俄语科第二部
- 1964年 最后一年招生[2]、次年停止招生（正式停办于1969年3月31日[3]）。

## 学校环境
- 校区：在了大阪府大阪市天王寺区[注 1]

## 历任校长
- 平泽俊雄：第一代短期大学校长[2]
- 金子二郎：最后短期大学校长[5]。

## 组织

### 学科
- 英语科第二部
- 西班牙语科第二部
- 汉语科第二部
- 德语科第二部
- 法语科第二部
- 俄语科第二部

### 专科
| - 没有 |

### 业余课程
| - 没有 |

## 相关链接
- 日本短期大学列表